# 伊纳姆容·乌斯曼霍贾耶夫
伊纳姆容·布兹鲁科维奇·乌斯曼霍贾耶夫（1930年5月21日—2017年3月16日），苏联乌兹别克裔党和国家领导人。曾任乌兹别克苏维埃社会主义共和国最高苏维埃主席团主席、乌兹别克斯坦共产党中央第一书记，戈尔巴乔夫執政时期因为贪污腐败遭到调查撤职。

## 生平
- 1930年5月21日出生于苏联乌兹别克苏维埃社会主义共和国费尔干纳州费尔干纳市。父亲布兹鲁霍贾·乌斯曼霍贾耶夫于1943年-1952年任费尔干纳州州长。
- 1950年-1955年，塔什干中亚工学院（现塔什干国立卡里莫夫技术大学）学习工程学。
- 毕业后曾担任费尔干纳市工程公司经理，马尔吉兰市总建筑师。1958年加入苏联共产党。
- 1962年-1972年，费尔干纳市市长，乌共锡尔河州党委书记。
- 1972年-1974年12月，纳曼干州州长。
- 1974年12月-1978年12月，乌共安集延州州委第一书记。
- 1978年12月-1983年12月，乌兹别克苏维埃社会主义共和国最高苏维埃主席团主席。
- 1983年11月-1988年1月，乌共中央第一书记。
- 1988年1月，因腐败问题被开除公职，剥夺一切荣誉。
- 1989年12月，因拉希多夫棉花弊案被判处有期徒刑12年。1990年获释。
- 2016年11月，乌兹别克斯坦总统沙夫卡特·米尔济约耶夫下令恢复奥斯曼霍贾耶夫的退休待遇。
- 2017年3月16日于费尔干纳逝世，享年86岁。

乌斯曼霍贾耶夫是苏共25-27大代表；第26-27届中央委员；第10届苏联最高苏维埃联盟院代表，第11届苏联最高苏维埃民族院代表；第8-10届乌兹别克苏维埃社会主义共和国最高苏维埃代表。

## 荣誉
- 列宁勋章（1976）
- 十月革命勋章（1980）
- 两次劳动红旗勋章（1972,1973）
- 荣誉勋章（1965）
- 纪念列宁诞辰一百周年奖章

以上荣誉于1990年5月16日取消。